# Rechmire
| N5 | r · Aa1 | W19 | i | A1 |

| N5 | r · Aa1 | W19 | i | A1 |

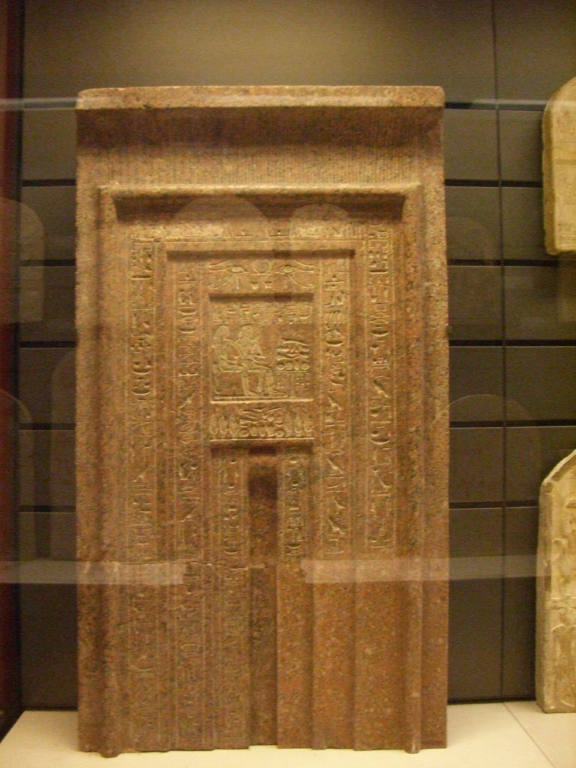
Ślepe wrota z grobowca Rechmire, Luwr

Rechmire (Rechmira, Rachmire; egip. Ten, który wie/zna jak Re) – wezyr faraonów Totmesa III i Amenhotepa II z XVIII dynastii, zarządca Teb, arcykapłan w Heliopolis. Był bratankiem Usera, wezyra z czasów panowania królowej Hatszepsut.
Jego grobowiec w Szeich Abd el-Gurna w Tebach Zachodnich, numerowany jako TT100 jest uznawany za arcydzieło egipskiej architektury. Szczególnie cenione są dobrze zachowane malowidła przedstawiające zajęcia wezyra oraz codzienne życie Egipcjan w epoce Nowego Państwa. Jedno z malowideł przedstawia scenę audiencji u wezyra Rechmire, przed którym położone jest 40 zwojów papirusowych. Scena ta jest identyfikowana jako rozprawa sądowa (zwoje miałyby być zbiorem spisanego prawa egipskiego) lub zdawanie rachunków przez nomarchów. W grobowcu znajduje się również pełny tekst tzw. Instrukcji Rechmire, dostarczający wielu bardzo szczegółowych informacji na temat funkcjonowania urzędu wezyra.